# Гавриил II Константинополски
Гавриил I Константинополски (на гръцки: Γαβριήλ Β΄) е православен духовник, вселенски патриарх за една седмица в 1657 година. Отказал да приеме исляма, Гавриил II е екзекутиран и Православната църква го обявява за свещеномъченик и паметта му се тачи на 3 декември.

## Биография
Гавриил е ганоски и хорски митрополит от 23 март 1648 до 26 ноември 1651 година. Отново е избран в 1654. След екзекуцията на патриарх Партений III Константинополски, Гавриил Ганоски е избран за нов патриарх на 23 април 1657 година с подкрепата на гръцките първенци в града. Светият синод обаче го смята за необразован и неподходящ за трона и няколко дни по-късно на 30 април 1657 година го сваля.
След свалянето му, освен диоцеза на Ганос и Хора, му е дадена като проедър и вакантната Бурсенска епархия. В Бурса е обвинен от местната еврейска общност, че е покръстил мюсюлманин, макар всъщност покръстеният да е евреин, а не мюсюлманин. Също така е обвинен в поддържане на добри отношения с Русия. Султан Мехмед IV, който по това време с великия си везир Мехмед Кьопрюлю е в Бурса, нарежда Гавриил да бъде задържан и му обещава свобода и почести, ако приеме исляма. Гавриил отказва и е подложен на мъчения в крайна сметка обесен на 3 декември 1659 година.